# ЗАЗ-966
ЗАЗ-966 «Запорожец» — советский автомобиль особо малого класса. Выпускался на Запорожском автозаводе «Коммунар» в городе Запорожье с 1966 по 1972 год с модификациями.

## История создания
После запуска в серийное производство модели ЗАЗ-965 «Запорожец» в 1960 году у неё обнаружилось множество недостатков, в первую очередь, низкая комфортабельность, небольшой объём багажника, проблемы с перегревом двигателя в жаркую погоду и устаревший дизайн, причём устранить эти недостатки без радикальной переделки автомобиля не представлялось возможным. Поэтому уже весной 1961 года на Запорожском автозаводе приступили к разработке новой модели автомобиля, создававшейся с учётом опыта производства и эксплуатации ЗАЗ-965. В ноябре того же года ранний опытный образец новой модели был продемонстрирован на ВДНХ.
Между тем, недостаток опыта у конструкторов завода (предыдущая модель была передана на ЗАЗ в практически готовом виде, её разработку осуществлял конструкторский коллектив МЗМА в сотрудничестве с НАМИ), а также иные факторы затянули внедрение новой модели в производство: первые серийные «Запорожцы» второго поколения сошли с конвейера только в 1966 году, причём во временном варианте комплектации адаптированным под новый кузов двигателем от предыдущей модели. Эти автомобили получили индекс ЗАЗ-966В — буква «В» означала «временный», указывая на то, что силовой агрегат МеМЗ-966В («тридцатка») объёмом 887 см³ и мощностью 27…30 л. с. с вытяжным вентилятором вскоре будет заменён на новый, специально разработанный для данной модели автомобилей. Полномасштабное же производство ЗАЗ-966 с собственным силовым агрегатом МеМЗ-968 («сороковка» — 1198 см³, 40…43 л. с.) началось ещё позже, в 1968 году. Правда, некоторые модификации (в том числе инвалидные) ЗАЗ-966 и его преемника ЗАЗ-968 продолжали снабжаться двигателем МеМЗ-966, который в 1979 году был доработан (до варианта МеМЗ-966Г), получив более эффективную систему охлаждения от МеМЗ-968 с нагнетающим вентилятором, что позволило решить проблему перегрева и повысить мощность с 27 л. с. до 29 л. с.
Объёмы выпуска и поставок нового автомобиля при этом были существенно ниже плановых показателей, что вызвало активное обсуждение в тогдашней автомобильной прессе, недвусмысленно указывая на то, что и последовавшее за наконец-то состоявшимся освоением автомобиля в производстве наращивание масштабов его выпуска также проходило далеко не гладко. На запланированную производительность в 150 тысяч машин этой модели в год выйти так и не удалось, более того — лишь к 1973 году завод сумел подойти к рубежу в 100 тысяч автомобилей в год. В те годы в советском легковом автомобилестроении реализовывалось сразу нескольку крупных проектов, главным из которых были строительство и ввод в эксплуатацию Волжского автозавода — концентрация сил отрасли на этом направлении шла во вред остальным, включая и обновление модельного ряда ЗАЗа.
В 1968 году на автомобильной выставке в Брюсселе ЗАЗ-966 был представлен в единственном экземпляре как «Yalta 1000», с двигателем водяного охлаждения от «Рено», для перспективного производства на бельгийском заводе «S.A. Scaldia-Volga».

### Сравнение с иностранными аналогами

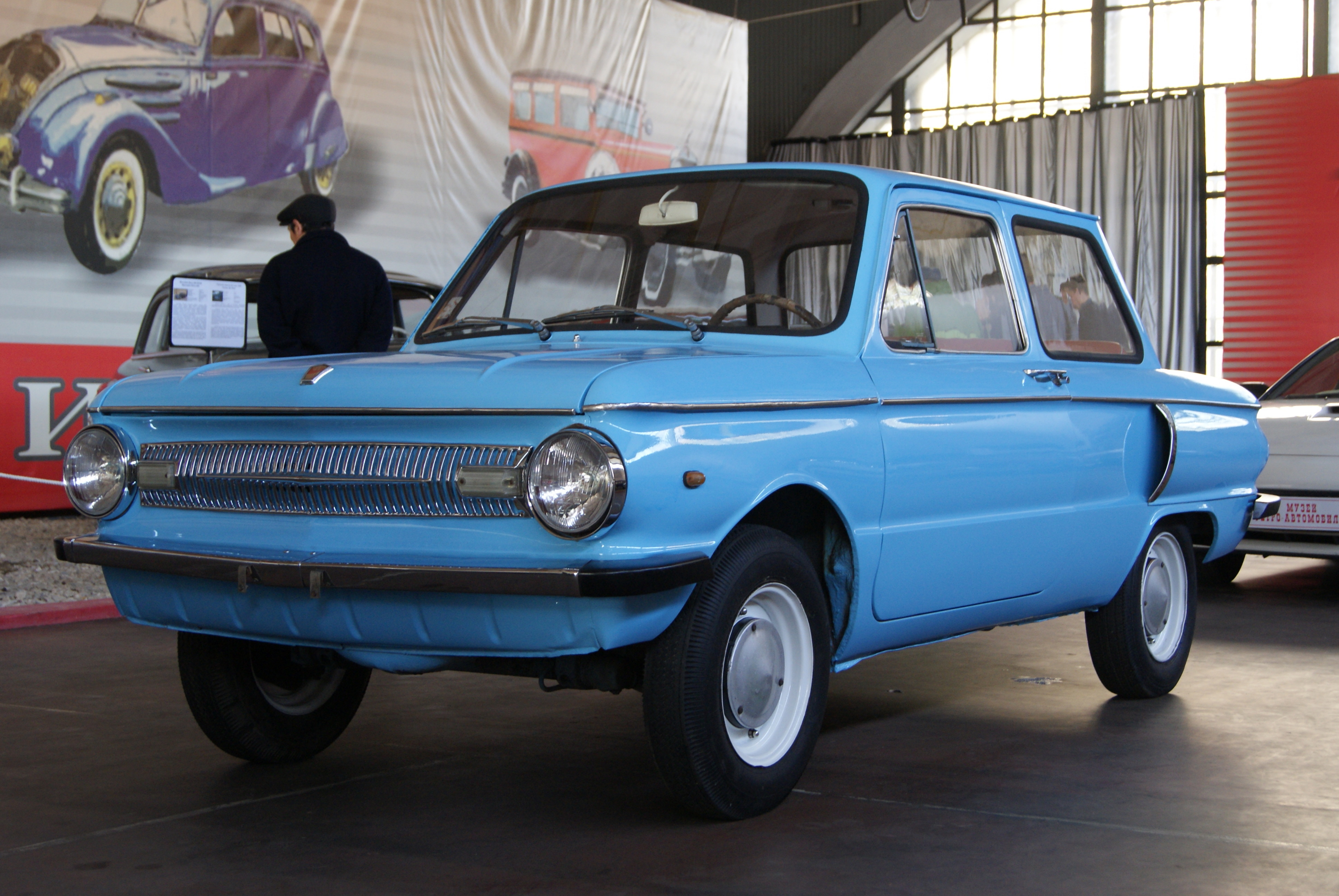
«Запорожец» ЗАЗ-966

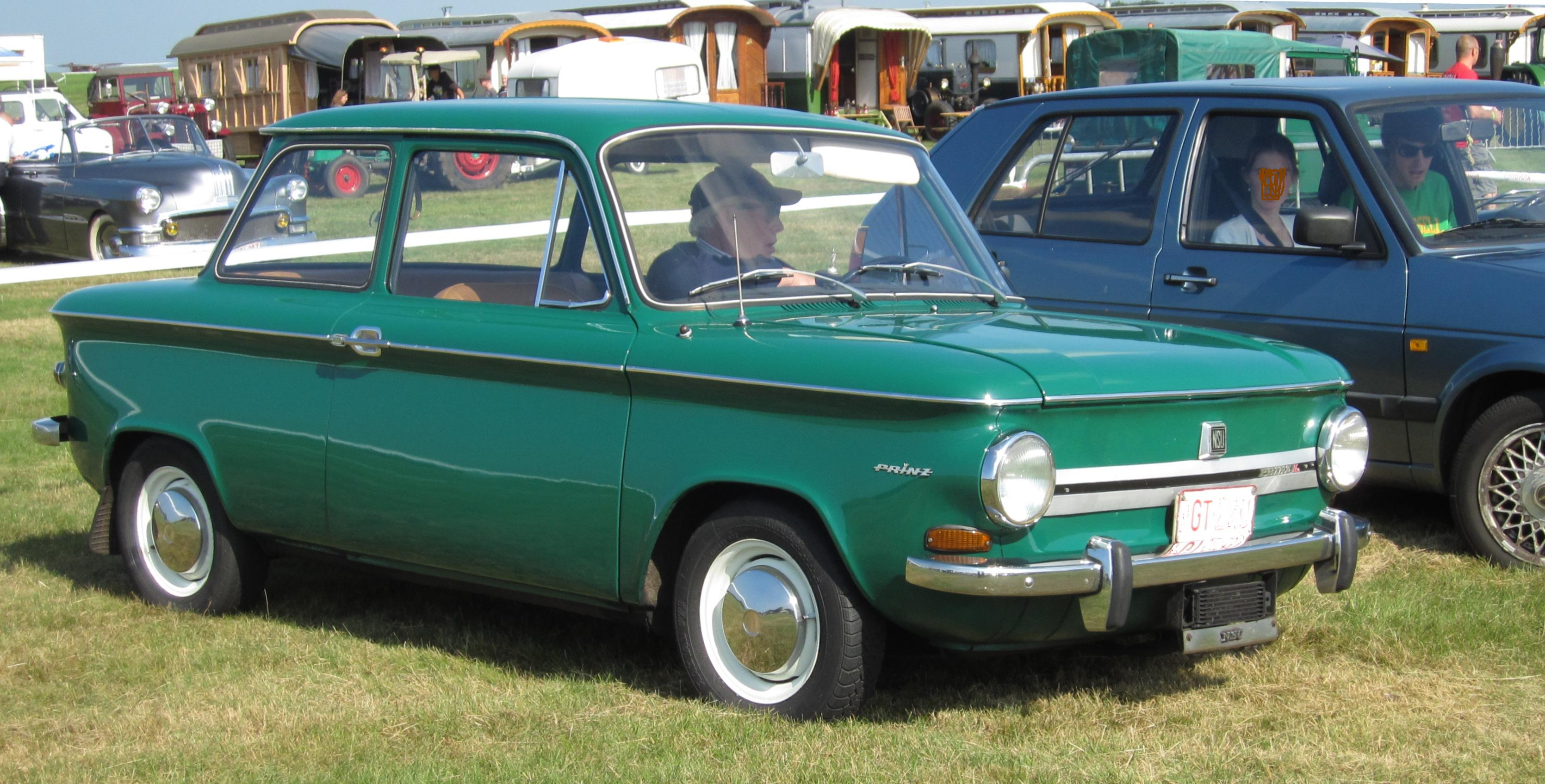
NSU Prinz IV
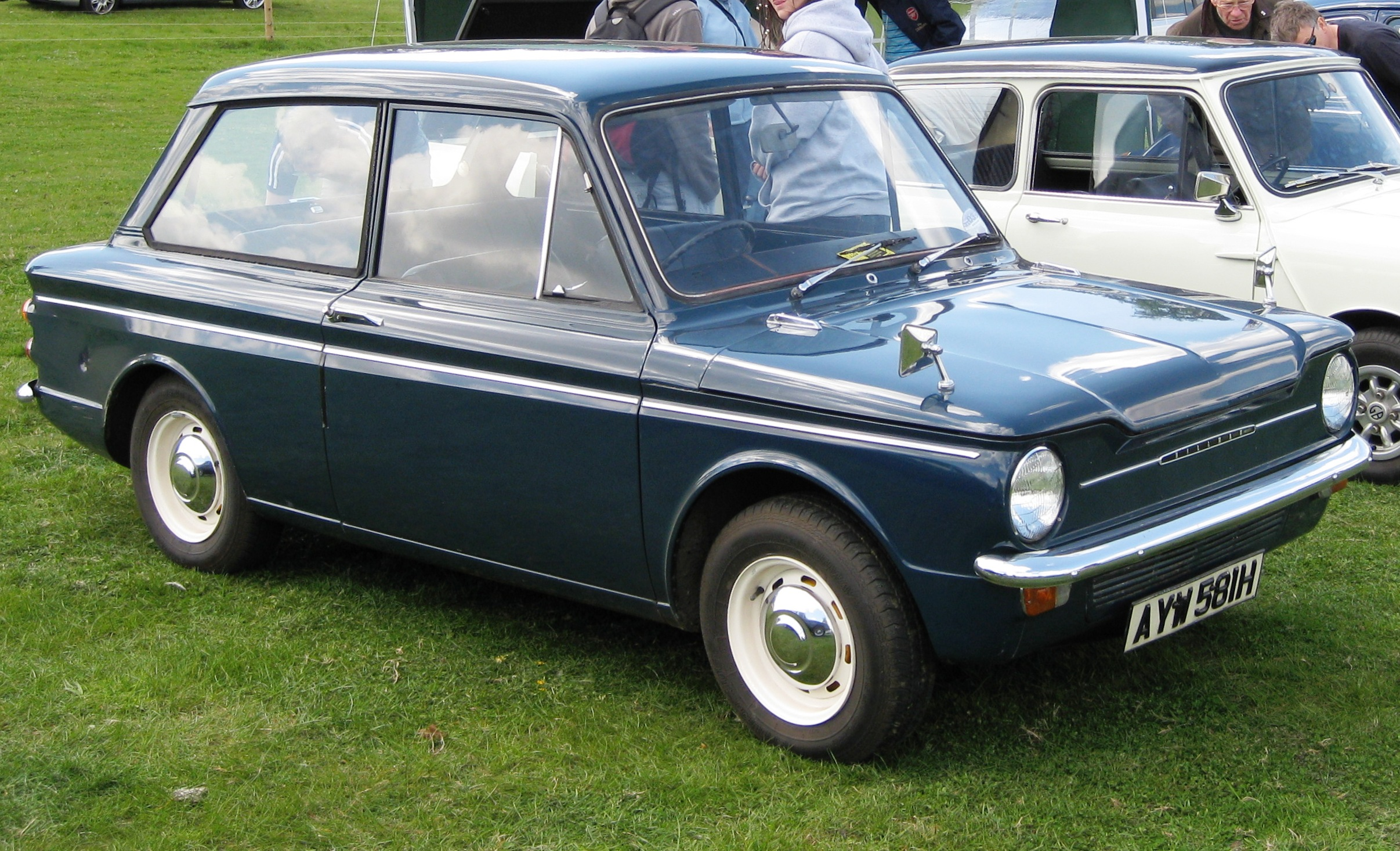
Hillman Imp
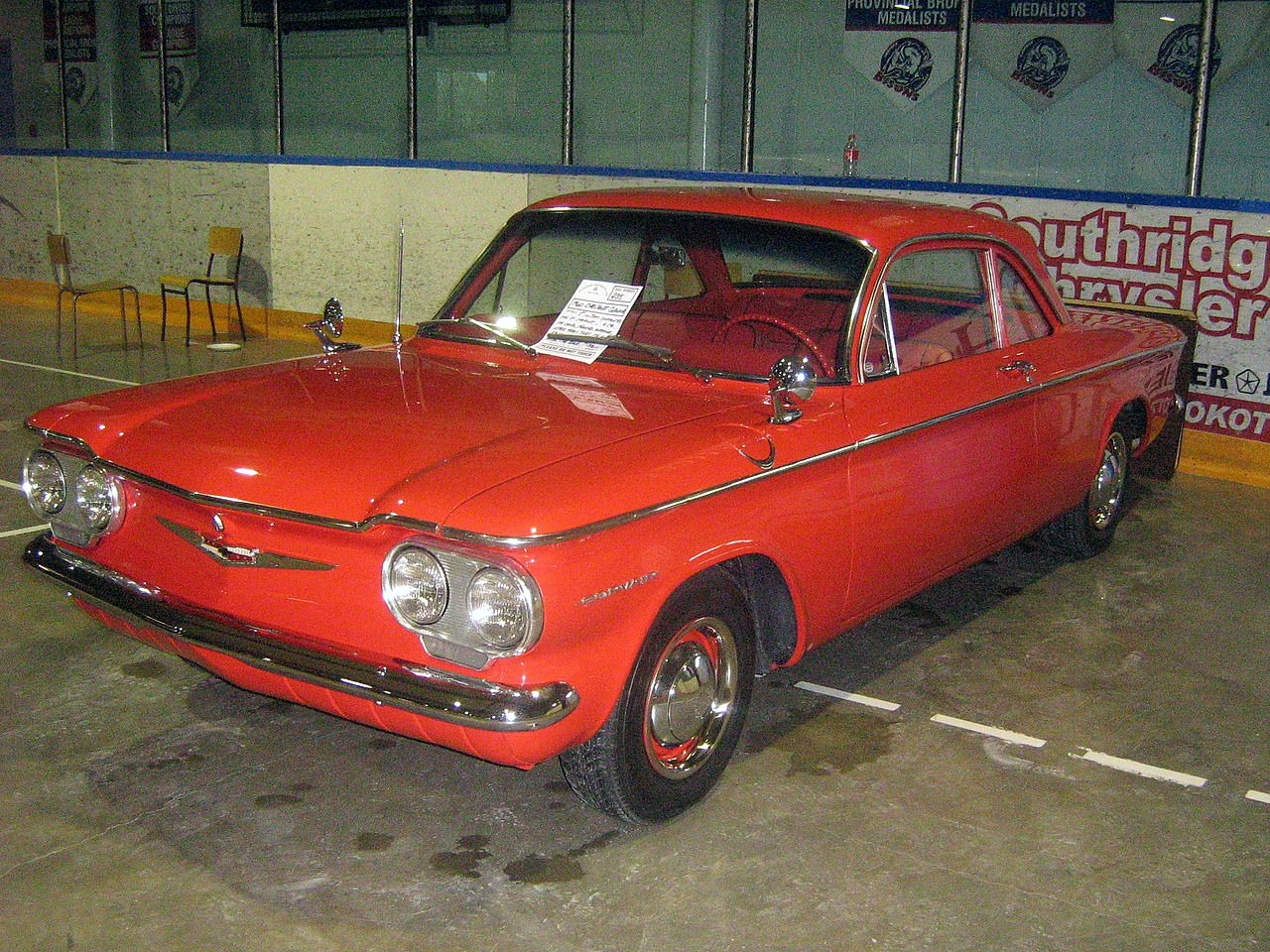
Chevrolet Corvair

Ранний прототип «Запорожца» (ориентировочно 1961 год)

Ранние прототипы автомобиля имели достаточно оригинальную внешность (смотри иллюстрацию), однако конечная версия демонстрирует явное сходство дизайна с немецкой малолитражкой NSU Prinz IV (ФРГ, 1961 год), — последняя, впрочем, сама, как и целый ряд заднемоторных легковых автомобилей шестидесятых годов, пластическим решением кузова с «опоясывающей» подоконной линией в целом повторяла американский Chevrolet Corvair, представленный в конце 1959 года. Дизайн «Корвэйра» был в те годы одним из наиболее часто копируемых — список выполненных в близком ключе автомобилей включал в себя такие модели, как британский Sunbeam / Hillman Imp, немецкий NSU Prinz, итальянский Fiat 1300/1500, французские Simca 1000 и Renault R8, японские Mazda 800 и Hino Contessa, фургоны и микроавтобусы серии Dodge A100 и целый ряд других. «Шевроле» был хронологически первым, и, соответственно, исходным прообразом всего этого направления в стиле, а остальные модели с аналогичным оформлением, начавшие появляться уже вскоре после его премьеры на Парижском автосалоне 1960 года — в примерно равной степени подражаниями.

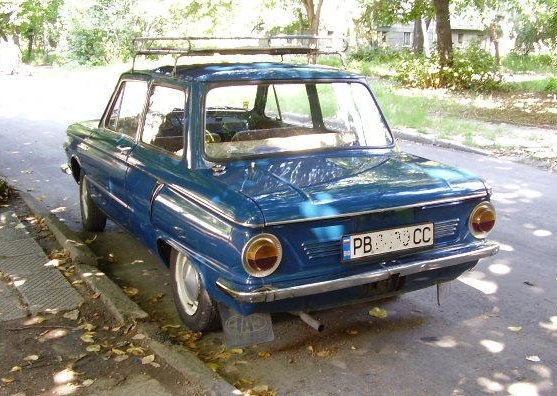
Оформление задней части кузова

Кроме того, по сравнению с NSU Prinz «Запорожец» ЗАЗ-966 имел полностью иное конструктивное и технологическое оформление кузова — в то время, как при разработке его предшественника, связь конструкции которого с Fiat 600 никогда не отрицалась советской стороной, конструкторы, напротив, вполне осознанно старались по максимуму сохранить членение отдельных панелей кузова и технологические операции по изготовлению аналогичными оригиналу. Ничего подобного у ЗАЗ-966 по отношению к NSU не наблюдается, компоновка автомобилей также принципиально различна (продольное расположение силового агрегата у «Запорожца», поперечное — у НСУ). Вероятно, что прообразом его внешнего оформления мог стать и непосредственно Corvair — тем более, что целый ряд источников упоминает о закупках образцов данной модели и их изучении; в частности — известно, что образец Chevrolet Corvair находился в распоряжении НАМИ, а позднее был передан на Запорожский автозавод, или, по другой версии — на Мелитопольский моторный завод, с целью изучения системы охлаждения двигателя. Впрочем, заводские дизайнеры «Коммунара» всё же постарались по возможности развести внешность своего автомобиля с североамериканской моделью, позаимствовав лишь общий стилистический «ключ» — в отличие от того же NSU, создатели которого стремились просто адаптировать композицию кузова «Корвэйра» к популярному на европейском рынке размерному классу. Продолжая сравнение, оформление задних фонарей и сложная профилировка борта явно перекликаются с другой американской моделью — Ford Falcon начала шестидесятых годов, а интерьер с панелью приборов, выполненной в виде открытой полки, трапецеидальным щитком приборов и двухспицевым рулём крайне напоминал английский Hillman Imp.

## Конструктивные особенности
По своей конструкции автомобиль был вполне оригинален и в целом являлся продуктом эволюционного развития конструктивных решений предыдущего поколения модели.

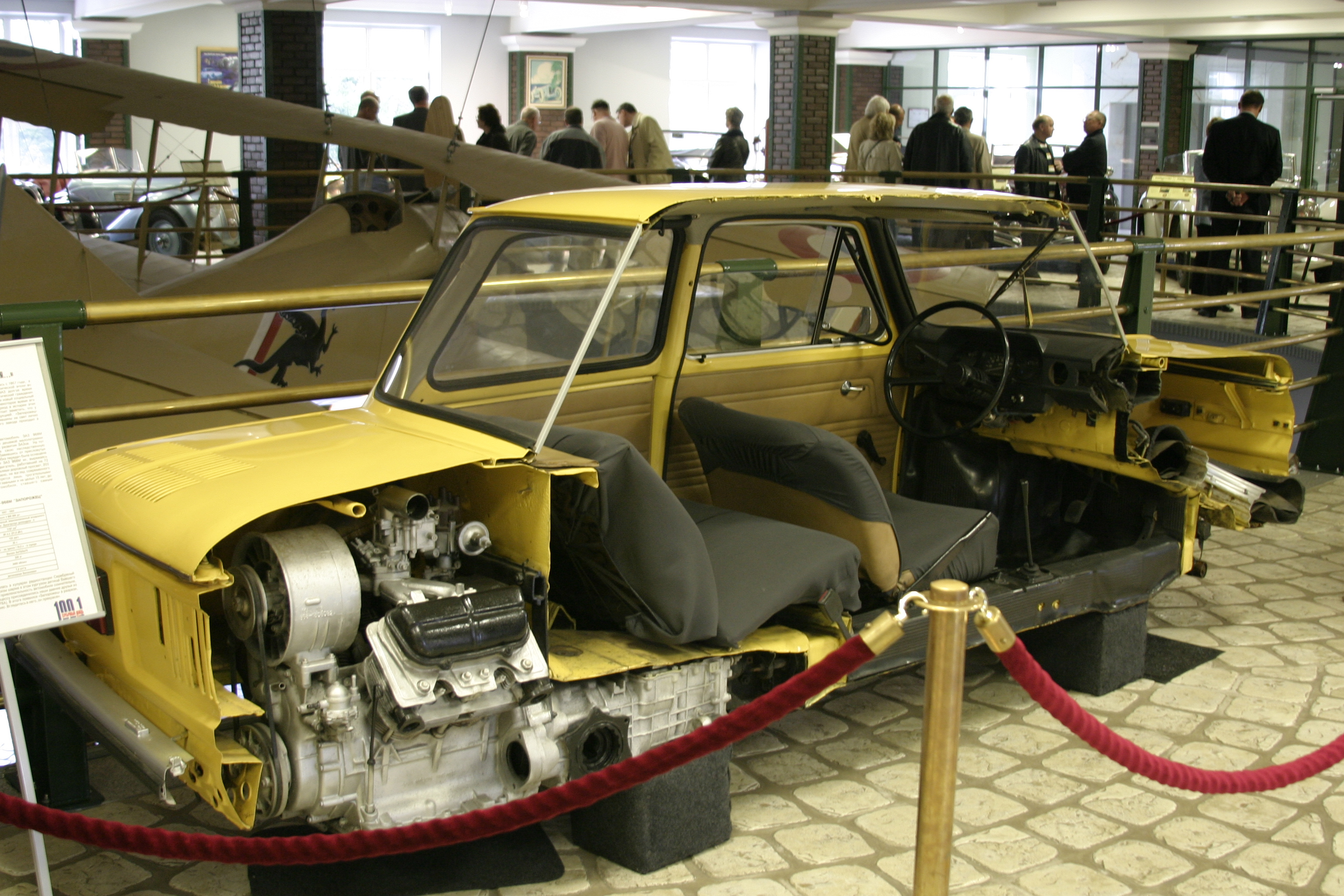
Продольный разрез ЗАЗ-968М, конструктивно в основном аналогичного ЗАЗ-966 с «сороковкой»

Передняя подвеска по сравнению с ЗАЗ-965 сохранила общую схему — независимая параллелограммного типа, с направляющим устройством в виде сдвоенных продольных рычагов и двумя поперечными наборно-пластинчатыми торсионами в качестве основного упругого элемента. Торсионы были заключены в стальные трубы, которые при помощи штампованных кронштейнов соединялись в агрегат, включающий в себя всю переднюю подвеску и детали рулевого управления за исключением рулевого редуктора и крепящийся на несущем кузове шестью болтами. Каждый из торсионов имел неподвижную заделку в середине, а к их свободным концам были прикреплены кованые рычаги подвески, качающиеся в подшипниках скольжения, выполненных с применением металлокерамики — вместо использовавшихся ранее недолговечных капроновых. Внутри трубы подвески заполнялись смазкой, для предотвращения её вытекания и попадания внутрь грязи между рычагами и трубами были установлены резиновые уплотнительные кольца и пыльники. В дополнение к торсионами в передней подвеске ЗАЗ-966 были применены цилиндрические пружины, воспринимающие порядка 25 % нагрузки, что позволило значительно (практически в два раза) увеличить срок службы торсионов. Пружины, по типу мотоциклетных, были объединены с амортизаторами и весь узел сверху опирался на усиленные чашки передних брызговиков кузова. В отличие от ЗАЗ-965, в подвеске ЗАЗ-966 (кроме самых ранних экземпляров) отсутствовал шкворневый узел, вместо чего поворотная цапфа колеса и стойка были объединены в поворотный кулак, связанный с рычагами подвески при помощи расположенных горизонтально шаровых шарниров.
В сумме применённые конструктивные решения позволили значительно увеличить межсервисный интервал передней подвески (между смазками торсионов — до 3—4 тысяч км, между смазками поворотного кулака — до 6—8 тысяч км, против 1 тысячи км у ЗАЗ-965) и повысить её долговечность (до 100 тысяч км).
Задняя независимая подвеска ЗАЗ-966 представляла собой полностью новую, более совершенную по сравнению с применявшейся на ЗАЗ-965, конструкцию. Вместо А-образных рычагов с осью качания под углом 45° в ней были применены h-образные продольные рычаги с поперечной осью качания, полностью устранившие «косолапость» предыдущей модели. Приводы колёс с двумя шарнирами на каждом (внешние — карданные, внутренние — типа «колокол») стали мощнее, но конструктивно не изменились. Цилиндрические пружины, играющие роль упругого элемента, образовывали с амортизаторами единые узлы, опирающиеся на кузов через сферические резиновые подушки, что обеспечило возможность качания амортизатора при рабочем ходе подвески.
Этот тип задней подвески в то время только начинал завоёвывать популярность, а впоследствии широко использовался на европейских и спортивных американских автомобилях с приводом на заднюю ось — можно назвать такие примеры, как Chevrolet Corvette C2 и C3, весь модельный ряд BMW 1960-х — 1980-х годов, начиная c BMW 700 и включая машины 3-й (E21, E30), 5-й (E12) и 7-й (BMW E23) серий, Ford Sierra, Ford Scorpio, Opel Omega B и многие другие. Более оптимальна кинематика только у сложных многорычажных задних подвесок, получивших широкое распространение гораздо позже.

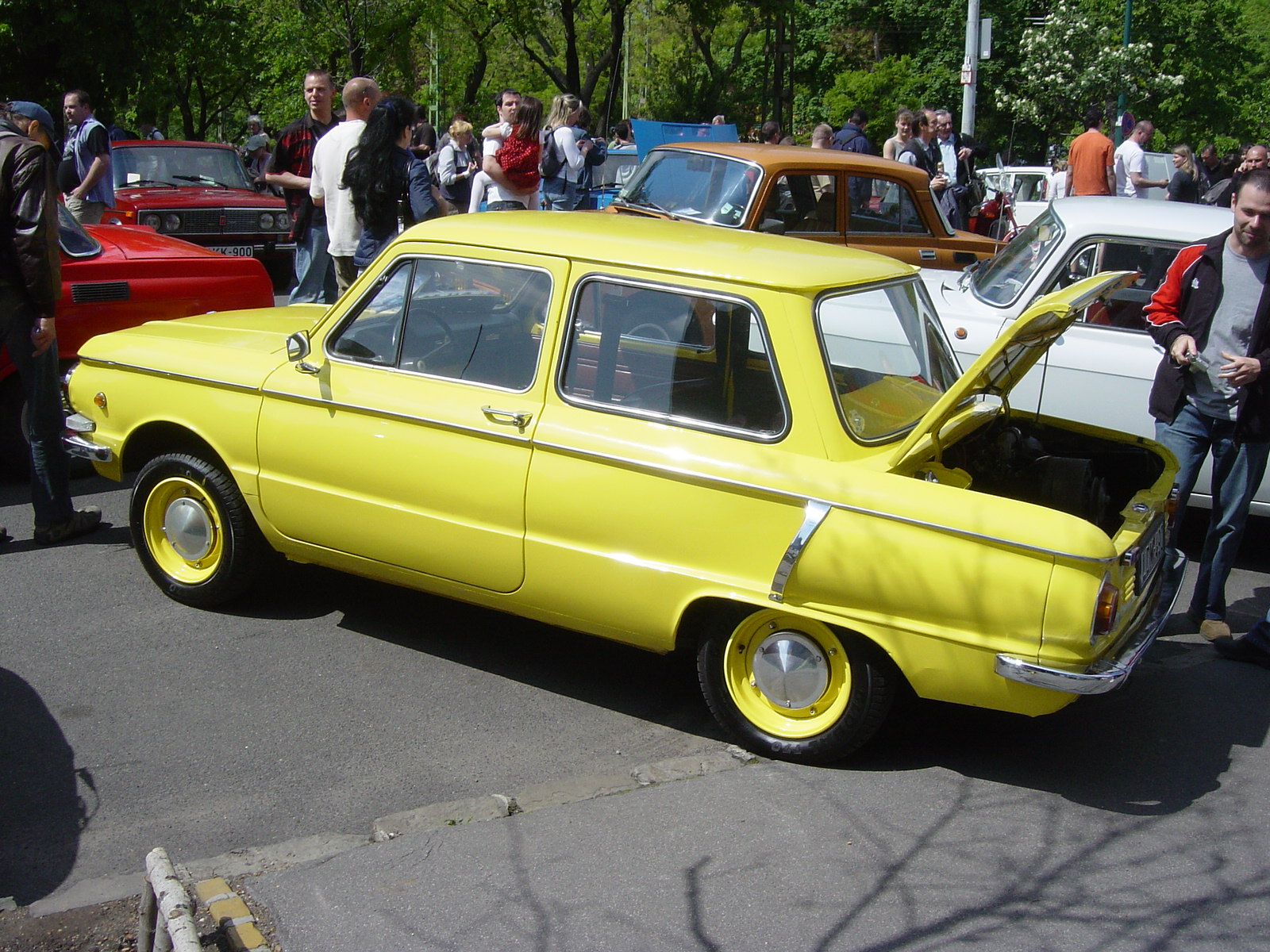
Характерной деталью облика автомобиля были «уши» — воздухоуловители системы охлаждения

Двигатель «чистого» ЗАЗ-966 — так называемая «сороковка» — представлял собой значительно обновлённую версию предыдущей модели, рабочий объём которой был наращен с 877 до 1197 см³ как за счёт увеличения диаметра цилиндров (с 72 до 76 мм), так и за счёт увеличения хода поршня (с 54,5 до 66 мм), в процессе чего значительно возросли масса и габариты агрегата, но существенно повысились его тяговые характеристики и ресурс. Система охлаждения на ЗАЗ-966В с «тридцаткой» оставалась аналогична ЗАЗ-965 по принципу работы (забор воздуха через отверстия по бокам кузова, расположенный позади блока цилиндров вытяжной вентилятор, протягивающий воздух через рубашку охлаждения и выбрасывающий его назад), но, как результат продувок моделей будущего автомобиля в аэродинамической трубе, была дополнена специальными уловителями на воздухоприёмных отверстиях (знаменитые «уши»), обеспечившими необходимый для работы системы подпор воздуха, в результате чего удалось практически полностью избавиться от характерной для предыдущей модели проблемы с перегревом в жаркую погоду. На модификациях с «сороковкой» впоследствии появилась система охлаждения с обратным направлением потоков воздуха — воздух, проходящий через «уши», также подавался в моторный отсек через расположенные в задних крыльях воздуховоды, но теперь сначала поступал в открыто расположенный вентилятор системы охлаждения, которым прогонялся через рубашку охлаждения двигателя и через кожухи охлаждения двигателя выходил вниз, под машину (а в режиме прогрева, при закрытых заслонках термостатов — поступал обратно в моторный отсек).
Коробка передач была разработана заново и имела полностью синхронизированный ряд передач переднего хода, что существенно облегчило управление автомобилем (и то, и другое касается «чистого» ЗАЗ-966, а не «переходной» модели 966В с 30-сильным двигателем). На прототипах использовался привод переключения передач с рычагом, расположенным на панели приборов, справа от щитка приборов, как на некоторых иностранных моделях тех лет («Трабант», некоторые DKW и целый ряд французских малолитражек), но в серии от него отказались как от ненужного усложнения конструкции. Часто встречающееся упоминание «зеркального» алгоритма переключения передач на моделях 966 и 968, когда нечётные передачи включаются движением рычага назад, является следствием произвольной комплектации заводом машин с новой коробкой приводом переключения от старой. Коробки передач для «30» и «40»- сильного двигателя имели различное (зеркальное) направление включения передач и с «родными» приводами получали одинаковый, стандартный алгоритм включения первой передачей «к себе и вперёд». Характерной особенностью трансмиссии было отсутствие прямой передачи — четвёртая передача в ней была повышающей, то есть, имела передаточное отношение менее единицы, как пятая на современных автомобилях.
В целом, коробка передач, разработанная для 40-сильного двигателя МеМЗ, оказалась весьма удачной и надёжной — большой запас прочности позволял использовать её в паре с намного более мощными по сравнению со штатным двигателями; например, самодеятельными конструкторами на базе трансмиссии «Запорожца» создавались автомобили (в том числе — с приводом на переднюю ось, что позволяла конструкция силового агрегата) и багги с двигателями от «Жигулей», различных «Москвичей» и даже «Волги» ГАЗ-21 (последнее, впрочем, уже приводило к существенному уменьшению ресурса агрегата). Сравнительно слабым же местом конструкции оказались полуоси, а в особенности — имевшие довольно «нежные» резиновые пыльники внутренние шарниры (впоследствии они были дополнительно защищены грязеотражательными щитками) — что, впрочем, проявлялось лишь при регулярной эксплуатации автомобиля за пределами благоустроенных дорог.

## Оценка модели

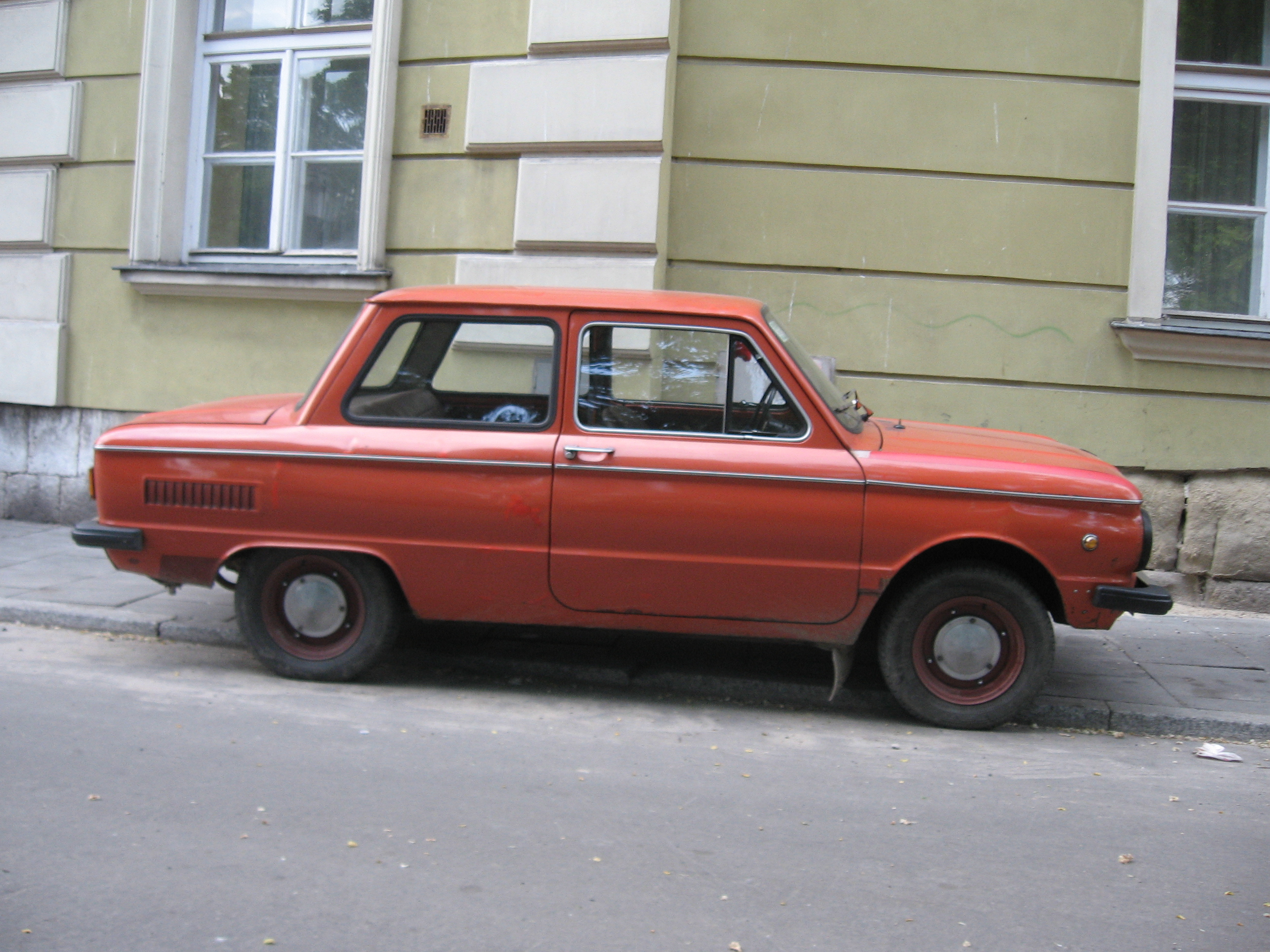
ЗАЗ-968М, близкий родственник ЗАЗ-966

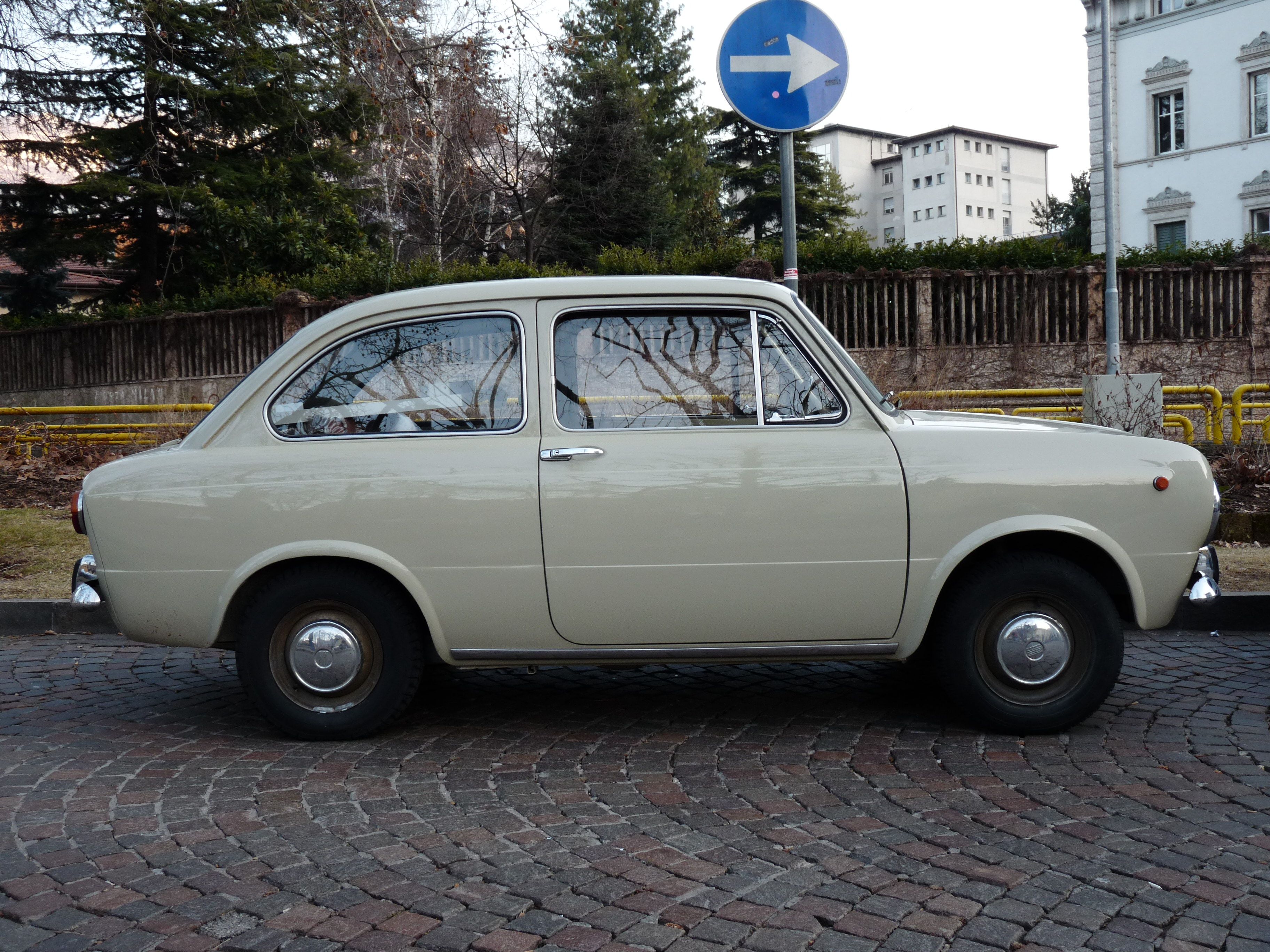
Fiat 850, современник ЗАЗ-966 и наследник Fiat 600

Кузов «Запорожца» превосходил показатели по ресурсу "Москвич-412" (в 1,8 раза) и ВАЗ "Жигули" (в 1,5 раза), и даже без дополнительной антикоррозийной обработки начинал ржаветь лишь на 5-й—7-й год при постоянной эксплуатации в городе, а живучесть автомобиля позволяла ему сохранять способность самостоятельно передвигаться даже при серьёзных неполадках и повреждениях.

## Варианты и модификации
- «Целина» — лёгкий грузопассажирский автомобиль-фургон вагонного типа грузоподъёмностью 300 кг на шасси ЗАЗ-966 с независимой подвеской нового типа и увеличенной мощностью двигателя (в начале 1960-х годов построен один опытный образец)[7].

Дальнейшим развитием ЗАЗ-966 стала модель ЗАЗ-968, выпускавшаяся с 1971 по 1994 год и изначально практически не отличавшаяся от своего предшественника — главным наружным отличием были установленные на задней панели кузова фонари заднего хода. В 1974 году ЗАЗ-968 получил новое оформление передка — вместо фальшрешётки радиатора появился декоративный элемент, прозванный «крыльями коммунизма», изменилась светотехника. В 1979 году завод перешёл на производство модели ЗАЗ-968М, отличавшейся выпуклой передней панелью, что увеличило объем багажника, прямоугольными задними фонарями от опытного ЗАЗ-1102 и иной системой воздушного охлаждения, что внешне выразилось в небольших решётках («жабрах») вместо больших воздухозаборников («ушей»). В конце 1972 года ЗАЗ-966 был снят с производства, однако в 1973 году завод ещё некоторое время выпускал инвалидные модификации 966-й модели.

## В игровой и сувенирной индустрии
Масштабные модели автомобиля 1:43 в СССР, России и Украине выпускались из металла московским заводом «Прогресс» с 1978 года, и из пластмассы на самом Запорожском автозаводе. Обе модели имеют примитивное, практически игрушечное качество.
Модель 1:43 выпущена в Китае фирмой IST Models и в серии «Автолегенды СССР». Причём в исполнении «Бокс» модель — белого цвета с короткими «ушами», а в журнальной версии — голубого цвета с длинными.